# マリー・トランティニャン
マリー・トランティニャン（Marie Trintignant, 1962年1月21日 - 2003年8月1日）は、フランスの女優である。

## 経歴

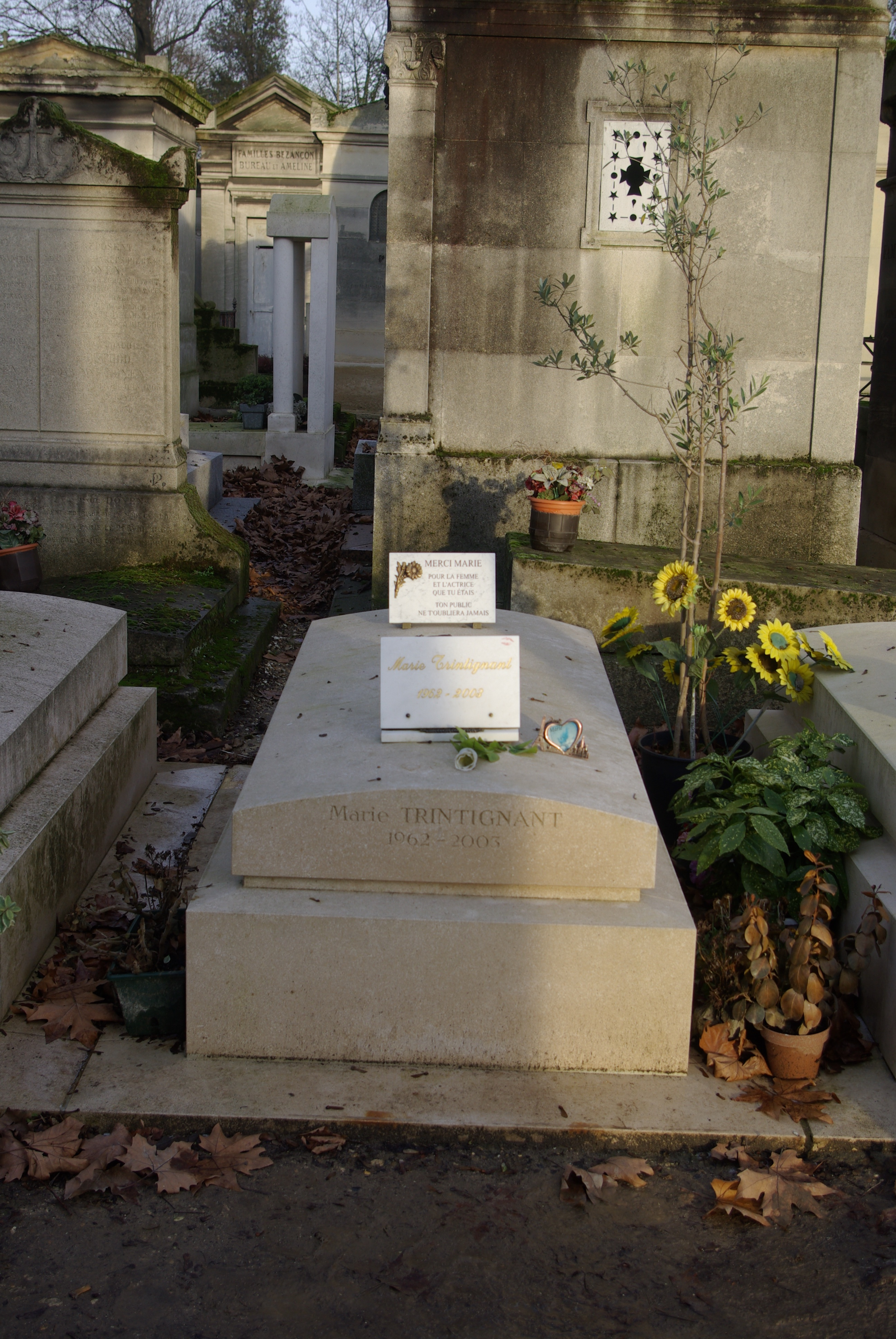
マリー・トランティニャンの墓

パリ郊外のブローニュ＝ビヤンクール生まれ。父は俳優のジャン＝ルイ・トランティニャン、母は映画監督のナディーヌ・トランティニャン。4歳の頃に母親の作品に出演し映画デビューした。子役時代を経験しているものの、学業などの理由でブランク期間があり、本格的な女優活動は10代の半ばから始めた。学生の頃は演劇科で学びながら女優の仕事をこなしていた。卒業後は映画、舞台、テレビのミニシリーズで活躍した。セザール賞に5度ノミネートされている。
2003年、リトアニア滞在中に、当時のボーイフレンドであったフランスのロック・ミュージシャン、ベルトラン・カンタと口論になり、殴打された上で倒れたまま放置され、搬送されたヌイイ＝シュル＝セーヌの病院で脳浮腫により死亡した。カトリーヌ・ドヌーヴらが参列した葬儀の後、ペール・ラシェーズ墓地に埋葬された。遺作はコメディ映画『歌え! ジャニス★ジョプリンのように』。
カンタはリトアニア地方裁判所により、過失致死罪で2004年3月29日に懲役8年の刑を受けたが、2007年に仮出所した。この決定に対しては、母ナディーヌ・トランティニャンやフランスのフェミニストたちから反発の声が上がった。

## 役柄と傾向
他の女優があまりやりたがらない役を好んで演じる傾向があり、特にエキセントリックな女性のキャラクターが得意であった。役と同一視されて色眼鏡で見られても、本人は全く気にはしなかった。あくまで役は役、自分は自分と本人的には切り離しているところもあり、素の自分と役柄のギャップで女優という職業を愉しんでいた。しかし、『めぐり逢ったが運のつき』は一度出演を断っており、共演者のジャン・ロシュフォールに説得され翻意した。

## 家族関係
小学生の時に両親が離婚しており、思春期にはアラン・コルノーが義父になったこともあった。自身も結婚（事実婚を含む）と離婚を繰り返したが、離婚してからも前夫たちとの関係も友好で本当の兄弟のようになっていった。『歌え! ジャニス★ジョプリンのように』では最後の夫サミュエル・ベンシェトリが監督し、最初の夫フランソワ・クリュゼと共演している。
父親の異なる4人の息子を生んでおり、長男のロマンと四男のジュールは俳優となり、次男のポールは作家を目指している。
1. ロマン・コリンカ（1986年生） - 父親はミュージシャンのリシャール・コリンカ（フランス語版）
2. ポール・クリュゼ（1993年生） - 父親は俳優のフランソワ・クリュゼ
3. レオン・オトナン＝ジラール（1996年生） - 父親はマティアス・オトナン＝ジラール
4. ジュール・ベンシェトリ（1998年生） - 父親は俳優で監督のサミュエル・ベンシェトリ

## 受賞歴
- 1991年 ジョルジュ・ド・ボールガール賞のマダム・ボールガール賞『真夜中の恋愛論』
- 1992年 タオルミナ映画祭主演女優賞 Betty（日本未公開）

ノミネート
- Betty はアルレッティ賞 映画部門にもノミネート。
- 1989年 『主婦マリーのしたこと』のクールな娼婦役でセザール賞助演女優賞にノミネート。

## 主な出演作品（日本公開作）
| 公開年 | 邦題 原題                                                                     | 役名       | 備考             |
| ------ | ----------------------------------------------------------------------------- | ---------- | ---------------- |
| 1967   | 恋びと Mon amour, mon amour                                                   |            |                  |
| 1971   | 哀しみの終るとき Ça n'arrive qu'aux autres                                    | 女の子A    |                  |
| 1978   | セリ・ノワール Série noire                                                    | モナ       |                  |
| 1988   | 主婦マリーがしたこと Une affaire de femmes                                    | リュシー   |                  |
| 1990   | 真夜中の恋愛論 Nuit d'été en ville                                            | エミリー   |                  |
| 1991   | ポンヌフの恋人 Les Amants du Pont-Neuf                                        |            | 声のみの出演     |
| 1993   | めぐり逢ったが運のつき Cible émouvante                                        | ルネ       |                  |
| 1993   | メランコリー Les Marmottes                                                    | リュシー   |                  |
| 1996   | 絹の叫び Le Cri de la soie                                                    | マリー     |                  |
| 1996   | ポネット Ponette                                                              | ママ       |                  |
| 1996   | 恋人たちのポートレート Portraits chinois                                      | ニナ       |                  |
| 1997   | うそつきな彼女 ...Comme elle respire                                          | Jeanne     |                  |
| 2000   | 赤ずきんの森 Promenons-nous dans les bois                                     | 母親       |                  |
| 2000   | 戦場のジャーナリスト Harrison's Flowers                                       | キャシー   |                  |
| 2002   | コルトマルテーズ 皇帝の財宝を狙え! Corto Maltese: La cour secrète des Arcanes | マリーナ   | アニメ、声の出演 |
| 2003   | 歌え! ジャニス★ジョプリンのように Janis et John                               | ブリジット |                  |